# Eguchipsammia fistula
Eguchipsammia fistula is een rifkoralensoort uit de familie van de Dendrophylliidae. De wetenschappelijke naam van de soort is voor het eerst geldig gepubliceerd in 1902 door Alcock.